# دافيد برجاميني
كان دافيد برجاميني مهندسا معماريا من مهندسي الإرساليات، تنقل مع أسرته بين أرجاء عدة في الشرق الأوسط، وولد في مدينة طوكيو في اليابان، وكان في الثالثة عشر من عمرهِ عندما نشبت الحرب العالمية الثانية، وعاش في وقتها في الفلبين، وأودع معسكرات الأعتقال حيث أمضى معظم وقته في دراسة الرياضيات، وقاده هذا إلى الاهتمام بعلم الفلك، ثم التحق بعد انتهاء الحرب بكلية دارتموث في الولايات المتحدة، ليدرس اللغة الإنكليزية، والرياضيات، وحصل على منحة رودس من جامعة أكسفورد، ودرس في هذه الجامعة بين عامي 1949 و1951.
وأشتغل مراسلاً لمجلة لايف ومحرراً في قسمها العلمي لمدة عشرة سنوات ثم تركها ليتفرغ للبحث العلمي والتأليف.

## من مؤلفاته
- مقالات منوعة في (مجلة لايف)، ومنها مقال (لغة العلم)، الذي أختير عدة مرات للطبع كمقالة مختارة.
- رواية الأسطول في النافذة، وهي رواية مستوحاة من تجاربه في معسكرات الأعتقال في الفلبين.
- الكون - المكتبة العلمية (لايف) - بيروت - 1971م.